# Rom Akerson
Rom Akerson (* 29. September 1984) ist ein ehemaliger Triathlet aus Costa Rica. Er ist Weltmeister Xterra Cross-Triathlon (2018).

## Werdegang
Rom Akerson ist im Triathlon (Schwimmen, Radfahren und Laufen) und Cross-Triathlon (Schwimmen, Mountainbike und Crosslauf) aktiv.

2014 wurde er in Costa Rica nationaler Meister auf der Triathlon-Kurzdistanz. 2015 wurde er in Italien Vierter bei der Weltmeisterschaft Cross-Triathlon.
2017 musste er nach einer Verletzung pausieren und 2018 wurde er erneut nationaler Meister.

### Weltmeister Xterra Cross-Triathlon 2018
Im Oktober 2018 wurde der damals 34-Jährige auf Hawaii Xterra-Weltmeister im Cross-Triathlon.
Auf der Triathlon-Mitteldistanz konnte er im Juni 2019 den Ironman 70.3 Costa Rica (1,9 km Schwimmen, 90 km Radfahren und 21,1 km Laufen) für sich entscheiden.
Seit 2019 tritt Rom Akerson nicht mehr international in Erscheinung.

## Sportliche Erfolge
| Datum/Jahr    | Rang | Wettbewerb                           | Austragungsort | Zeit     | Bemerkung          |
| ------------- | ---- | ------------------------------------ | -------------- | -------- | ------------------ |
| 23. Juni 2019 | 1    | Ironman 70.3 Costa Rica              | Costa Rica     | 04:02:54 |                    |
| 13. Okt. 2018 | 1    | CRC Triathlon National Championships | Golfito        | 01:53:36 | Nationaler Meister |
| 19. Okt. 2014 | 1    | CRC Triathlon National Championships | Costa Rica     | 02:02:37 | Nationaler Meister |

| Datum/Jahr    | Rang | Wettbewerb                              | Austragungsort | Zeit     | Bemerkung                             |
| ------------- | ---- | --------------------------------------- | -------------- | -------- | ------------------------------------- |
| 30. Apr. 2019 | 38   | ITU Cross Triathlon World Championships | Pontevedra     | 02:03:38 | ITU-Weltmeisterschaft Cross-Triathlon |
| 21. März 2019 | 1    | Xterra Argentinia                       | Argentinien    | 02:47:01 | [ 3 ]                                 |
| 28. Okt. 2018 | 1    | Xterra World Championships              | Maui           | 02:52:41 | Xterra-Weltmeister                    |
| 29. Aug. 2009 | 1    | Xterra Brazil Championships             | Mangaratiba    |          |                                       |

(DNF – Did Not Finish)